# Хайдеггер, Иоганн Генрих
Иоганн Генрих Хайдеггер (нем. Johann Heinrich Heidegger; 1 июля 1633, Беретсвиль — 18 июля 1698 или 18 января 1698, Цюрих) — швейцарский богослов, гебраист, профессор. Вильгельм Гасс назвал его «самым известным швейцарским богословом своего времени».

## Биография
Родился в коммуне Беретсвиль, кантоне Цюрих. Учился в Марбургском и Гейдельбергском университетах, где подружился с И. Л. Фабрициусом — профессором иврита и философии. В 1659 году попал на кафедру догматики и церковной истории в Штайнфурт и в том же году стал доктором богословия в Гейдельберге.
В 1660 году посетил Швейцарию; после женитьбы на Элизабет фон Дуно отправился в Голландию, где познакомился с Иоанном Кокцеем. В 1665 году вернулся в Цюрих, где был избран профессором этики в Цюрихском университете. В 1667 году сменил Иоганна Генриха Хоттингера на кафедре богословия в университете, которую занимал до самой смерти, при этом в 1669 году отклонил предложение сменить Кокцея на кафедре Лейдена и приглашение в Гронинген.

## Избранные работы
- De historia sacra patriarcharum exercitationes selectae (1667—1671)
- Dissertatio de Peregrinationibus religiosis (1670)
- De ratione studiorum, opuscula aurea, &c. (1670)
- Historia papatus (1684; under the name Nicander von Hohenegg)
- Manuductio in viam concordiae Protestantium ecclesiasticae (1686)
- Tumulus concilii Tridentini (1690)
- Exercitationes biblicae (1700), with a life of the author prefixed
- Corpus theologiae Christianae (1700, edited by J. H. Schweizer)
- Ethicae Christianae elementa (1711)
- Life of J. H. Hottinger (1667)
- Life of J. L. Fabricius (1698)